# Les Roquetes del Garraf
Les Roquetes del Garraf (oficialmente en catalán, Les Roquetes del Garraf) es la denominación empleada por algunas asociaciones y particulares para referirse al núcleo de población de Las Roquetas perteneciente al municipio de San Pedro de Ribas, en la provincia de Barcelona, comarca del Garraf y comunidad autónoma de Cataluña (España). Por su situación geográfica, se encuentra más próximo al municipio de Villanueva, Geltrú, capital de la comarca del Garraf.

## Geografía
La población está situada justo en medio de la franja costera de la comarca del Garraf, entre los municipios de Sitges y Villanueva y Geltrú. 
La carretera comarcal C-31 parte el municipio casi en dos mitades. En el centro del municipio se encuentra situado el núcleo antiguo de Ribes, a 6 km de Les Roquetes del Garraf, que se ubica próxima al mar Mediterráneo.
La población de Les Roquetes limita por el sur con la nueva urbanización de Els Colls que conecta con el mar y con la urbanización de Solicrup. Hacia el este limita con la antigua aldea sinson de la Vilanoveta y las urbanizaciones de Mas d’en Serra y Els Cards. 
Al norte se encuentra una amplia zona en proceso de urbanización: es la nueva zona comercial llamada la Rambla del Garraf. Al oeste limita con el término municipal de Villanueva y Geltrú, con las urbanizaciones de La Masía Nova y con el polígono industrial de Roquetes.

## Historia
Les Roquetes es un joven núcleo de población que el año 2005 celebró su 50 aniversario. Según algunas asociaciones locales y particulares tiene vocación "de pueblo" con personalidad propia. Administrativamente pertenece al municipio de San Pedro de Ribas.
Les Roquetes ocupa un espacio que en los años 1950 eran las tierras de cultivo de la aldea de La Vilanoveta y de otras masías como Mas d’en Serra, Solicrup, les Orenetes, etc.
La agricultura dejó de ser rentable a mediados del siglo XX, y poco a poco se abandonaron los cultivos a la vez que se iniciaba la segunda industrialización en la comarca, y en especial en Villanueva y Geltrú.
Coincide esta situación con el desarrollo económico de la década de los cincuenta, propiciado por el reconocimiento del régimen franquista por parte de los Estados Unidos y los posteriores Planes de Desarrollo de los años 1960 que rompieron el aislamiento del país.  
Las fábricas e industrias ya existentes, principalmente las de los ramos de textil y del metal y otras de productos químicos como Pirelli aumentaron el número de trabajadores. A la vez se crearon nuevas industrias. 
El boom del turismo favoreció a otros sectores: la construcción aumentó los contratos de obras, lo que incrementó la necesidad de mano de obra en este ramo. La proximidad de las zonas de playa también favoreció la contratación en la hostelería, para cubrir las necesidades de la temporada de verano.   
Toda esta situación dio lugar a un importante crecimiento demográfico en la comarca del Garraf, que se planteó nuevos retos para acoger la inmigración. La oferta de nuevas viviendas no aumentó al mismo ritmo en todas las poblaciones que recibían inmigrantes.
Las fincas que antes eran de cultivo parcelaban las tierras sin un plan urbanístico y se vendían a precios bastante asequibles. Los trabajadores inmigrantes compraban las parcelas y construían sus casas, la mayoría por sus propios medios, sin los principales servicios de agua potable, luz y alcantarillado. 
Hacia el año 1964 la situación era de urbanización ilegal y aumento constante de la construcción de nuevas viviendas como huertos familiares que pasaban a convertirse en la vivienda definitiva. Para hacer frente a la situación incontrolada se inició la elaboración de un plan parcial para legalizar la urbanización. 
Durante 1968, una vez aplicado el plan parcial y legalizada la urbanización, los promotores comenzaron a construir bloques de pisos, casas unifamiliares y el resto de tipos de viviendas que componen la imagen urbana. 
Al mismo tiempo se instalaron comercios y servicios de todo tipo: oficinas de cajas de ahorro y bancos, bares y restaurantes, tiendas, iglesia, farmacias, escuelas, ambulatorio, dentistas, peluquerías, oficina de correos, talleres de arquitectura, inmobiliarias, panaderías, autoescuelas, talleres mecánicos, etc. 
Se han venido estableciendo en Les Roquetes, en definitiva, todos los servicios necesarios para abastecer una población actualmente cercana a los 12.000 habitantes, cerca de la mitad de todo el municipio.    
Durante los primeros años del siglo XXI se desarrollaron nuevas infraestructuras, como la rambla del Garraf, la zona peatonal o el nuevo edificio institucional, y están en marcha diversos planes urbanísticos en zonas del ensanche.

## Transportes y comunicaciones

### Transportes
Los transportes públicos conectan con todas las poblaciones de los alrededores, ya sea en autobús con paradas dentro de la población y destino a Barcelona, aeropuerto de Barcelona en El Prat de Llobregat, Villanueva y Geltrú, Hospital Sant Camil, Ribes y Sitges; ya sea en ferrocarril a través de las estaciones próximas de Villanueva y Geltrú y Sitges.

### Comunicaciones
Las comunicaciones desde Les Roquetes del Garraf son rápidas por autopista con Barcelona y Tarragona con acceso a la misma a 3 km de distancia, o por la C-32 y con acceso a 14 km, o por la A-7 a través de Villafranca del Panadés. La comarcal C-31 en comunicación con Barcelona y Tarragona, se encuentra en la misma salida de la población.
Las distancias a los núcleos urbanos vecinos y otros, desde Les Roquetes del Garraf son las siguientes:
Villanueva y Geltrú, 2 km; San Pedro de Ribas, 6 km; Sitges, 8 km; Cubellas, 7 km; Canyellas, 8 km; Olivella, 12 km; Vilafranca del Panadés, 16 km; Aeropuerto del Prat, 35 km; Barcelona, 42 km y Tarragona, 48 km.

## Enlaces
Lista con la totalidad de establecimientos comerciales de Les Roquetes Archivado el 16 de diciembre de 2014 en Wayback Machine.
Información, Servicios, Alojamiento, Ocio, Artes y Medios, Entidades, Tiendas, Guía en Les Roquetes (enlace roto disponible en Internet Archive; véase el historial, la primera versión y la última).
- Datos: Q4894248
- Multimedia: Les Roquetes del Garraf / Q4894248